# Amores con trampa
Production
Diffusion
Chronologie
Mi corazón es tuyo (2013-2014) Antes muerta que Lichita (2015)
Amores con trampa est une telenovela mexicaine diffusée depuis le 2 mars 2015 sur Canal de las Estrellas.

## Distribution
- Itatí Cantoral : Isabel "Puchis" Mayer de Velasco[4]
- Eduardo Yáñez : Facundo Carmona
- Ernesto Laguardia : Santiago Velasco
- África Zavala : María Sánchez de Carmona
- Nora Salinas : Estefany Sotomayor
- Ignacio López Tarso : Don Porfirio Carmona
- Luz María Aguilar : Doña Perpetua Vda. de Sánchez
- José Eduardo Derbez : Felipe Velasco
- Maribel Fernández : Concepción "Conchita"
- Harry Geithner : Esteban Cifuentes
- Aldo Guerra : Alberto "Beto" Carmona Sánchez
- Boris Duflos : Diego Briseño
- Scarlet Dergal : Rocío Velasco
- Jessica Decote : Carmen Gloria "Yoya" Carmona Sánchez
- Ceci Flores : Susana Carmona Sánchez
- Rubén López : Jacinto Carmona Sánchez
- Jocelín Zuckerman : Alejandra Velasco Mayer
- Emilio Caballero : Andrés Briseño
- Lore Graniewicz : Hilda
- Florencia Martino : Francisca "Francis" Ballesteros Catalán
- Érika García : Jessica
- Kristel Moesgen : Nicole
- Agustin Arana : Florencio Gallardo
- Samadhi Zendejas : Selene
- Marco Muñoz : Luis Palacios
- Nick Mercer : Gael
- Diana Villa : Mireya

## Diffusion
- Canal de las Estrellas (2015)

## Autres versions
- Somos los Carmona (TVN, 2013-2014)

### Sources
- (es) Cet article est partiellement ou en totalité issu de l’article de Wikipédia en espagnol intitulé « Amores con trampa » (voir la liste des auteurs).